# Carroll A. Deering
Die Carroll A. Deering war ein als Frachtschiff fahrender amerikanischer Fünfmastgaffelschoner der in Bath (US-Bundesstaat Maine) ansässigen Reederei Gardiner G. Deering Company. Das Schiff lief am 4. April 1919 auf der gleichnamigen und zur Reederei gehörenden Werft vom Stapel und wurde noch im gleichen Jahr in Dienst genommen. Die Baukosten beliefen sich auf etwa 270.000 US-Dollar, was nach heutigem Wert rund 3,1 Millionen US-Dollar entspräche. Das Segelschiff wurde nach Carroll A. Deering, dem Sohn des Reederei- und Werftbesitzers Gardiner G. Deering, benannt. Die Carroll A. Deering geriet bereits 1921 durch Strandung in Verlust, wobei die Besatzung unter bis heute nicht zur Sicherheit geklärten Umständen zu Tode kam. Vor allem der Sachverhalt der vermissten Besatzung bot und bietet noch bis heute die Grundlage für Spekulationen, was dem Schiff auch den Ruf eines Geisterschiffes einbrachte.

## Technische Details
Die Carroll A. Deering war maximal 77,75 m lang und 13,49 m breit. Der vollständig aus Holz gebaute Gaffelschoner besaß fünf Masten, welche maximal 32,92 m hoch waren (über dem Oberdeck). Mit einer Segelfläche von 5020 Quadratmetern konnte die Carroll A. Deering eine Höchstgeschwindigkeit von etwa 16 kn (knapp 30 km/h) erreichen. Eine Hilfsmaschine befand sich nicht an Bord. Der mit 2114 BRT vermessene Segler sollte als Kohlentransporter zum Einsatz kommen, wobei in den Laderäumen bis zu 3500 Tonnen Kohlen aufgenommen werden konnten. Bei voller Beladung lag der Tiefgang bei 7,69 m. Normalerweise bestand die Besatzung aus elf Mann.
Die Carroll A. Deering galt für ein Frachtschiff, das Massengut transportieren sollte, als vergleichsweise luxuriös ausgestattet. So waren viele der Innenräume, darunter die Kapitänskajüte, mit Mahagoni, Zypressen- und Eschenholz verkleidet. Daneben befanden sich Bad- und Toilettenräume an Bord, die mit elektrischem Licht beleuchtet wurden und die von einer eigens dazu eingebauten kleinen Dampfmaschine bei Bedarf mit Dampf beheizt werden konnten.

## Dienstzeit als Handelsschiff
Von der Indienstnahme an stand die Carroll A. Deering unter dem Kommando von Captain William M. Merritt. Erster Offizier war dessen Sohn, Sewall E. Merritt. Im Sommer 1919 unternahm der Schoner seine Jungfernfahrt, die ihn mit rund 3.500 Tonnen Kohlen an Bord von Newport News nach Rio de Janeiro führte. Im Februar 1920 folgte eine weitere Fahrt, wobei knapp 3300 Tonnen Kohlen von Newport News nach dem spanischen Hafen Huelva transportiert wurden. Weitere Fahrten fanden bis Juli 1920 statt, wobei unter anderem Guayanilla auf Puerto Rico angelaufen wurde. Im August 1920 lief die Carroll A. Deering, beladen mit 3300 Tonnen Kohlen, zu ihrer letzten Fahrt aus. Ziel war erneut Rio de Janeiro. Bereits kurz nach der Abfahrt erkrankte Captain Merritt jedoch und musste in Lewes (Delaware) an Land gehen, wobei ihn sein Sohn begleitete.
Die Reederei musste nun schnell einen neuen Kapitän und einen neuen Ersten Offizier finden und heuerte innerhalb von zwei Tagen Captain Willis T. Wormell, einen erfahrenen und 66 Jahre alten Segelschiffskapitän, sowie als Ersten Offizier einen gewissen Charles McLellan an. Die Weiterfahrt nach Rio de Janeiro verlief ohne Probleme. Auf dem Rückweg jedoch lief die Carroll A. Deering Bridgetown auf Barbados an, um dort Proviant und Wasser zu übernehmen. Während des Aufenthaltes betrank sich McLellan stark und wurde wegen Randalierens von den örtlichen Behörden verhaftet. Wormell löste seinen Ersten Offizier durch eine Kaution aus. Offenbar kam es über den Vorfall später zu einem heftigen Streit zwischen beiden, wobei McLellan Wormell bedroht haben soll. Mit dieser angespannten Situation an Bord verließ das Schiff am 9. Januar 1921 Barbados und nahm Kurs auf Newport News.

## Letzte Kontakte zum Schiff und zur Besatzung
Am 29. Januar 1921 gegen 16:30 Uhr passierte die Carroll A. Deering in nur etwa 150 m Entfernung das Feuerschiff No. 80 bei Cape Lookout, etwa 85 Seemeilen südlich von Cape Hatteras, wobei ein Mann an Bord des Schoners dem Kommandanten des Feuerschiffes, Captain Thomas Jacobson, mit Hilfe eines Megafons mitteilte, dass der Schoner im Sturm zwei seiner Anker verloren habe und man dies doch der Reederei übermitteln solle. Jacobson notierte später im Logbuch, dass es ihn verwundert hätte, dass ihn kein Offizier und auch nicht der Kapitän selbst mit dem Megafon angerufen hätte und dass an Bord des Schoners offensichtlich eine gewisse Disziplinlosigkeit geherrscht haben müsse, da sich Besatzungsmitglieder anscheinend willkürlich auf dem Quarterdeck aufhielten, obgleich der Aufenthalt dort normalerweise nur Offizieren, Kadetten und dem Kapitän vorbehalten war.
Da die Funkanlage an Bord des Feuerschiffes indessen infolge von Sturmschäden außer Betrieb war, konnte die Nachricht nicht sofort weitergegeben werden. Es war dies der vermutlich letzte Kontakt mit der Carroll A. Deering, auch wenn in den Abendstunden des gleichen Tages der amerikanische Frachtdampfer Lake Elon (2.676 BRT), unter dem Kommando von Captain Henry Johnson, etwa 25 Seemeilen südlich von Cape Hatteras in schlechtem Wetter einen Fünfmaster sichtete, bei dem es sich möglicherweise um die Carroll A. Deering handelte. Captain Johnson notierte später im Logbuch, ihm sei aufgefallen, dass das Segelschiff auf einem Kurs lief, der es zu nahe an die Untiefen vor Cape Hatteras heranführen würde. Falls das gesichtete Schiff die Carroll A. Deering war, blieb es unklar, ob sich zu diesem Zeitpunkt die Besatzung noch an Bord befand.

## Die Auffindung des Wracks
Am Morgen des 31. Januar 1921 gegen 06:30 Uhr entdeckte ein Rettungsmann der Seenotrettungsstation Hatteras Inlet ein auf den Sandbänken vor Cape Hatteras, auch Diamond Shoals genannt, aufgelaufenes Segelschiff und informierte umliegende Rettungsstellen. Kurze Zeit später brachen von den Stationen Cape Hatteras, Hatteras Inlet, Big Kinnakeet und Creeds Hill Rettungskräfte auf und versuchten, mit zwei Booten zu dem Havaristen vorzudringen. Infolge stürmischen Wetters und hohen Seeganges gelang dies jedoch nicht. Um die Rettungskräfte, die bis auf etwa 500 m an das gestrandete Schiff herankamen, nicht selbst in große Gefahr zu bringen, wurden die Versuche schließlich abgebrochen und die US-Küstenwache verständigt. Seenotrettungsmänner konnten beobachten, dass das gestrandete Schiff die Segel gesetzt hatte, welche sich im Sturm aufblähten, und dass sich offensichtlich niemand an Bord befand, zumindest konnte niemand an Oberdeck bemerkt werden.
Am nächsten Tag, dem 1. Februar 1921, traf der aus Wilmington kommende Küstenwachkutter USCGC Seminole vor den Diamond Shoals ein und versuchte mehrfach, an den Havaristen heranzukommen. Auch diese Versuche scheiterten allerdings am stürmischen Wetter. Gleichwohl wurde festgestellt, dass sich keine Rettungsboote an Bord des Segelschiffes mehr befanden. Am 2. Februar stießen weitere Rettungskräfte, darunter der Küstenwachkutter USCGC Manning und der Bergeschlepper USS Rescue, zur Seminole hinzu. Infolge des nach wie vor stürmischen Wetters gelang jedoch auch am 2. Februar kein Übersteigen auf den Havaristen, welcher erst an diesem Tag als Carroll A. Deering identifiziert werden konnte. Mittlerweile hatte sich das Wrack tiefer in die Sandbank hineingearbeitet und die Wellen überspülten Teile des Decks. Am Morgen des 3. Februar 1921 traten infolge des beständigen Aufpralls der Wellen erste Schäden am Rumpf des Schoners auf, weswegen auch an diesem Tag von einem Übersetzen abgesehen wurde.

## Die Untersuchung des gestrandeten Schiffes
Erst am 4. Februar 1921, nachdem sich das Wetter über Nacht etwas beruhigt hatte, konnte ein Beiboot des Kutters Manning an die Carroll A. Deering herankommen und gegen 10:30 Uhr kletterten mehrere Männer der Küstenwache an Bord des Schoners. Bei der Inspektion des Wracks wurde festgestellt, dass das Schiff von seiner Besatzung vollständig verlassen worden war. Lediglich eine hungrige Katze (andere Quellen sprechen von drei Katzen) wurde an Bord aufgefunden. Ferner waren alle Rettungsboote verschwunden und es hingen Jakobsleitern an den Schiffsseiten hinab (über diese waren auch die Männer der Küstenwache an Bord gelangt).
Weiter fehlten das Chronometer, das Logbuch und sämtliche Navigationsinstrumente, darunter der Sextant, sowie beide Hauptanker. Auf dem Hauptmast waren zwei rote Lichter übereinander gesetzt worden, was als Zeichen für die Manövrierunfähigkeit eines Schiffes gilt. Im Waschraum waren Papierfetzen verstreut und in der Kapitänskajüte wurden drei Paar Stiefel gefunden, von denen später aber keines dem Kapitän zugeordnet werden konnte. In der Kombüse fand sich zudem ein vorbereitetes Essen, das aber offensichtlich nicht angerührt worden war. Manche Quellen behaupten, das Essen sei frisch angerichtet oder gar noch warm gewesen. Da das Schiff jedoch mehrere Tage lang gestrandet vor Ort lag und sich in diesem Zeitraum niemand mehr an Bord befunden hatte, ist dies unwahrscheinlich. Im Verlauf der Untersuchung zeigten sich ferner zahlreiche angebrochene Spanten und erhebliche Beschädigungen am Bug; das Wrack steckte bereits so tief im Sand, dass eine Bergung kaum mehr möglich schien. Nach etwa sechs Stunden verließen die Männer der Küstenwache das Wrack wieder.
Von den elf Besatzungsangehörigen und den Rettungsbooten wurde nie eine Spur gefunden, obgleich die Küstenwache und die United States Navy noch bis Mitte März 1921 Suchoperationen unternahmen.

## Untersuchungen zum Vorfall
Schon kurze Zeit nach Bekanntwerden des Vorfalls wurden von verschiedenen Behörden, darunter dem Marineamt, dem Außenministerium der Vereinigten Staaten, dem United States Shipping Board (Bundes-Schiffahrtsbehörde) und dem Handelsministerium (unter der Leitung Herbert Hoovers, der von der Frau des vermissten Captain Wormell gebeten worden war, die Ermittlungen persönlich voranzutreiben), Ermittlungen eingeleitet, um den Zwischenfall aufzuklären. Obgleich sich die Nachforschungen bis Mitte 1922 hinzogen, gelang es nicht, abschließend herauszufinden, was mit der Besatzung der Carroll A. Deering geschehen ist. Einen einzigen möglichen Hinweis stellte zunächst eine Flaschenpost dar, die im April 1921 nahe Buxton (North Carolina) von einem Fischer aufgefunden worden war. 
Auf dem Schriftstück in der Flasche stand:

Deering captured by oil burning boat something like chaser. Taking off everything handcuffing crew, crew hiding all over ship no chance to make escape. Finder please notify headquarters Deering.

„Deering gekapert durch ölbetriebenes Schiff ähnlich U-Jagd-Boot. Nehmen alles mit legen Crew in Handschellen, Crew versteckt sich auf ganzem Schiff keine Chance auf Flucht. Finder bitte benachrichtigen Reederei [der] Deering.“

Eine später durchgeführte Untersuchung ergab zwar, dass es sich um die Handschrift von Herbert R. Bates, einem Besatzungsmitglied der Carroll A. Deering, handeln könnte, indessen jedoch räumte der Finder der Flaschenpost im August 1921 in einem Verhör ein, dass er die Nachricht selbst gefälscht habe. Da damit auch der einzige mögliche Hinweis auf eine mutmaßliche Kaperung nicht mehr als gesicherter Beweis gelten konnte, wurden verschiedene Theorien entwickelt:
- An Bord der Carroll A. Deering habe es eine Meuterei gegen Captain Wormell gegeben. Unter anderem wurde dies wegen der fremden Stiefel in der Kapitänskajüte vermutet. Dafür sprachen auch die Beobachtungen Captain Jacobsons vom Feuerschiff No. 80, dem die Abwesenheit eines Offiziers während des Megafon-Kontaktes am 29. Januar 1921 und die offenkundige Disziplinlosigkeit an Bord aufgefallen war. Auch könnte der Konflikt von Captain Wormell mit seinem Ersten Offizier eine Rolle gespielt haben. Da das Schiff im Sturm seine Anker verloren hatte und zudem (vermutlich) manövrierunfähig war, wie die beiden roten Lichter am Mast zeigten, könnten die Meuterer vor dem unvermeidbaren Auflaufen auf die Diamond Shoals das Schiff verlassen haben und später mit ihren Booten im Sturm umgekommen sein. Einen Beweis für diese Theorie gibt es jedoch nicht, allenfalls mögliche Indizien.
- Der starke Sturm, der stärkste seit 22 Jahren in dieser Region,[11] habe die Crew in Panik zum Verlassen des manövrierunfähigen Schiffes kurz vor dessen Strandung gezwungen. So wurden in der Nacht des 27./28. Januar 1921 vor Cape Lookout an Bord des Feuerschiffes No. 80 Windgeschwindigkeiten von bis zu 75 kn (knapp 140 km/h) gemessen,[12]; dabei entstanden auch Schäden am Feuerschiff. Erst an den nachfolgenden Tagen ging die Windgeschwindigkeit auf etwa 45 kn (etwa 83 km/h) zurück, was aber immer noch Sturmstärke oder 9 Beaufort bedeutet. Da das Umsteigen auf die Beiboote hingegen relativ geordnet hätte stattfinden müssen und die Überlebenschancen in einem starken Sturm auf dem Schiff selbst erheblich besser gewesen sein dürften als in einem Beiboot, gilt diese Theorie jedoch als relativ unwahrscheinlich.
- Das Schiff sei von bolschewistischen Sympathisanten gekapert worden, um nach Sowjetrussland gebracht zu werden. Bei einer polizeilichen Durchsuchung in der Parteizentrale der Vereinigten russischen Arbeiterpartei in New York waren tatsächlich Unterlagen gefunden worden, die die Kaperung von US-Schiffen und deren Entführung nach Sowjetrussland behandelten. Diese Theorie wurde vor dem Hintergrund der ersten Periode der Roten Angst formuliert und muss dementsprechend kritisch betrachtet werden. Dass derartige Vorhaben überhaupt jemals in der Praxis versucht und sogar vorbereitet wurden, konnte nie bewiesen werden.
- Wegen der Prohibition hätten Piraten oder Alkoholschmuggler die Carroll A. Deering gekapert und die Besatzung ermordet. Gegen diese Theorie sprach indessen, dass das Schiff als Kohlentransporter und als vergleichsweise großer, leicht zu identifizierender Segler als Schmugglerfahrzeug relativ ungeeignet war und zudem sich auch von der Ladung her nicht als Beute für Piraten anbot. Zudem hätte eine Kaperung des Schiffes mitten in einem schweren Sturm stattfinden müssen, was ebenfalls unwahrscheinlich erscheint. Die Piratentheorie wurde auch vor dem Hintergrund aufgestellt, dass alleine im Januar und Februar 1921 vor der US-Ostküste mehrere Schiffe spurlos verschwanden, darunter der britische Tanker Ottawa (2.742 BRT)[13] und der italienische Frachter Monte San Michele (6.547 BRT) sowie der Schwefeltransporter Hewitt (5.398 BRT)[2] der Union Sulphur Company. Obgleich von diesen Schiffen keine Spur mehr gefunden wurde, gilt es als sehr wahrscheinlich, dass sie der lange anhaltenden und ungewöhnlich starken Sturmperiode in dieser Zeit zum Opfer fielen.[13]

Keine der Theorien konnte bewiesen werden, so dass das Schicksal der Besatzung der Carroll A. Deering bis heute nicht aufgeklärt wurde und eine Vielzahl von pseudowissenschaftlichen Deutungen um den Vorfall herum entstanden – teils wird sogar die Legende vom Verschwinden von Schiffen im Bermudadreieck bemüht. Captain Merritt indessen, Captain Wormells Vorgänger an Bord der Carroll A. Deering, glaubte nicht an einen Piratenangriff; er vermutete, die Besatzung habe den Schoner erst nach dem Auflaufen verlassen, habe dann im Sturm das Ufer nicht erreicht und sei ertrunken. Auch die Küstenrettungskräfte hielten es für unmöglich, bei diesem Wetter mit einem Boot das Ufer zu erreichen.

## Verbleib des Wracks
In den folgenden Tagen und Wochen wurden Teile der Schiffsausstattung geborgen und in Auktionen versteigert, darunter auch die Schiffsglocke. Nachdem die Carroll A. Deering Ende Februar 1921 durch einen neuen Sturm schwere Schäden erlitten hatte und Stücke des Bugs abgebrochen waren, erging die Order, das Wrack durch Sprengladungen zu zerstören, da man es als Risiko für die Schifffahrt ansah. Die Sprengungen wurden von der US-Küstenwache im März 1921 durchgeführt, Reste des Schiffes waren aber noch bis Ende der 1950er Jahre auf den Diamond Shoals zu sehen.